# Solanum pachimatium
Solanum pachimatium är en potatisväxtart som beskrevs av Michel Félix Dunal. Solanum pachimatium ingår i släktet skattor som ingår i familjen potatisväxter. Inga underarter finns listade i Catalogue of Life.